# Charles Lalo

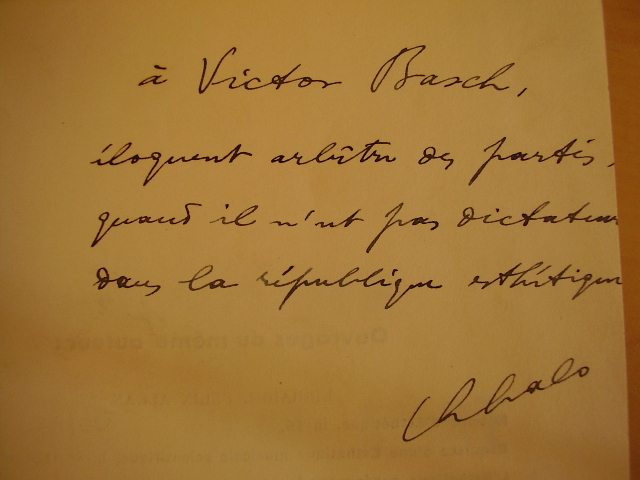

Charles Lalo (Périgueux, 24 febbraio 1877 – Parigi, 1º aprile 1953) è stato un filosofo francese, docente alla Sorbona di Parigi, importante estetologo della prima metà del XX secolo.

## Pensiero
Filosofo dell'arte francese, Charles Lalo (1877-1953) è stato un rappresentante della scuola socio-positivista, fortemente influenzato dalla sociologia di Émile Durkheim di cui fu allievo. È stato il fondatore, insieme a Victor Basch dell'Associazione per lo studio delle arti e delle ricerche relative all'arte, futura Société française d'Esthétique. Lalo successe a Basch sulla cattedra di Estetica e Scienza dell'Arte alla Sorbona. Fu il primo direttore del gruppo di lavoro sul Vocabulaire d'Esthétique, che in seguito riprese Étienne Souriau ed è tuttora noto come il Vocabolario di Souriau. Lalo sostenne la necessità di un'estetica concepita come una scienza esatta, oggettivatibile attraverso un sistema di relazioni. Al cuore dei suoi lavori si trova la convinzione che l'estetica debba procedere in maniera sperimentale e sociologica, ovvero trattare i fatti estetici come fenomeni sociologici. La sua critica del sensualismo e della tradizione vitalità (incarnata da autori come Guyau, Bergson, Séailles) lo conducono a formulare delle critiche contro la definizione troppo ristretta data da Gustav Fechner all'esperienza. Egli si oppose all'iper-soggettivismo e alla concezione simpatetica dell'arte, il che lo allontanava sul piano teorico dal suo predecessore Victor Basch, più vicino a Bergson. Non fu tuttavia per principio ostile all'intervento della psicologia nell'arte. Quella che egli definisce nei termini di una estetica integrale congiunge, in effetti, una psicologia dell'artista e una sottile concezione dei rapporti tra l'arte e la vita, oggetto di molti suoi volumi. Ma seppur in questa impresa si ispiri alla psico-fisiologia di Fechner, lo fa in realtà attraverso Durkheim in quanto pensa l'estetica come un processo sociale oggettivatibile. 

## Opere
- L'esthétique expérimentale contemporaine (1908);
- Les sentiments esthétiques (1910);
- Introduction à l'esthétique (1912);
- L'art et la vie sociale (1921);
- La beauté et l'instinct sexuel (1922);
- Notions d'esthétique (1927);
- L'expression de la vie dans l'art (1933);
- Éléments d'une esthétique musicale scientifique (1939);
- L'art loin de la vie (1939);
- L'art près de la vie (1945);
- L'esthétique du rire (1948)